# Ute Hüsken
Ute Hüsken (* 1965 in Wuppertal) ist eine deutsche Indologin.

## Leben
Sie studierte Indologie, Tibetologie, Birmanistik, Soziologie und Ethnologie an der Universität Göttingen, wo sie als wissenschaftliche Mitarbeiterin und Hochschulassistentin arbeitete. 2003 habilitierte sie an der Universität Heidelberg zum Thema Übergangsrituale der südindischen viṣṇuitischen Vaikhānasa Tradition. Von 2003 bis 2008 war sie als Projektleiterin am Sonderforschungsbereich 619 Ritualdynamik der Universität Heidelberg tätig. Von 2007 bis 2017 lehrte sie als Professorin in der Sektion South Asian Studies am Department of Culture Studies and Oriental Languages an der Universität Oslo. Seit 2017 ist sie ordentliche Professorin am Südasien-Institut der Ruprecht-Karls Universität Heidelberg und Leiterin der Abteilung Kultur- und Religionsgeschichte Südasiens.

## Schriften (Auswahl)
- Die Vorschriften für die buddhistische Nonnengemeinde im Vinaya-Piṭaka der Theravādin. Berlin 1997, ISBN 3-496-02632-4.
- Viṣṇu's Children. Prenatal life-cycle rituals in South India. Wiesbaden 2009, ISBN 978-3-447-05853-7.
- mit Udo Simon (Hg.): The ambivalence of Denial. Danger and appeal of rituals. Wiesbaden 2016, ISBN 3-447-10570-4.
- mit Lutz Edzard und Jens W. Borgland (Hg.): Reading slowly. A Festschrift for Jens E. Braarvig. Wiesbaden 2018, ISBN 978-3-447-10964-2.